# Estación de Gran Plaza

Plano de la Línea 1

Gran Plaza es una estación de la Línea 1 del Metro de Sevilla situada bajo la plaza del mismo nombre, donde se cruzan las avenidas de Eduardo Dato, Ciudad Jardín, Marqués de Pickman y Cruz del Campo, en uno de los ejes comerciales que desembocan en pleno barrio de Nervión de Sevilla. 
Al ser una de las estaciones construidas durante el primer proyecto de Metro en los años 70, posee tres bocas de acceso, dos en la acera de los números pares y otra en la de los impares, pero con el nuevo proyecto tan solo será abierta una de ellas, en la Avenida de Eduardo Dato, una segunda será usada como salida de emergencia y la última permanecerá cerrada al exterior.
Cuenta con andenes laterales y ascensores para personas con movilidad reducida, escaleras mecánicas, venta de billetes manual y automática y sistema de evacuación de emergencia.
La estación de Gran Plaza fue una de las primeras estaciones del Metro de Sevilla en ser construida. Al igual que todas las construidas durante esa época, cuenta con andenes laterales y un diseño similar a las estaciones de los metros de Madrid y Barcelona.

## Accesos
- Ascensor Av. de Eduardo Dato, 99 (Esquina Gran Plaza).
- Eduardo Dato Av. de Eduardo Dato, 99 (Esquina Gran Plaza).
- Av. Marqués de Pickman, 5 (Esquina calle Padre Pedro Ayala).

## Líneas y correspondencias

### Servicios de metro
| << cabecera | < estación | línea | estación >  | cabecera >>       |
| ----------- | ---------- | ----- | ----------- | ----------------- |
| Ciudad Expo | Nervión    |       | 1.º de Mayo | Olivar de Quintos |

## Conexiones

### Autobuses urbanos
| N.º de parada | LÍNEA | Trayecto                           | Zona        |
| ------------- | ----- | ---------------------------------- | ----------- |
| 527           | 5     | Santa Aurelia > Puerta Triana      | Transversal |
| 549           | 22    | Sevilla Este > Prado San Sebastián | Radial este |
| 549           | B4    | Gran Plaza > Torreblanca           | Barrios     |
| 549           | A4    | Rochelambert > Prado San Sebastián | Nocturna    |
| 923           | 29    | Torreblanca > Prado San Sebastián  | Radial este |
| 923           | B3    | Gran Plaza > Santa Clara           | Barrios     |
| 922           | 52    | Palmete > San Bernardo             | Periférica  |
| 922           | A4    | Prado San Sebastián > Rochelambert | Nocturna    |
| 572           | 32    | Ponce de León > Polígono Sur       | Radial sur  |

### Autobuses interurbanos
| LÍNEA | Trayecto           | Zona |
| ----- | ------------------ | ---- |
| M-121 | Alcalá de Guadaira | B    |

- Carril bici y aparcamiento para bicicletas.

## Otros datos de interés
- Área comercial y de ocio de Gran Plaza y comercio de Marqués de Pickman.
- Proximidad al Hospital de San Juan de Dios.